# Puerto Ayora
Puerto Ayora es una ciudad ecuatoriana, cabecera cantonal del Cantón Santa Cruz, así como la urbe más grande y poblada de la Provincia de Galápagos. Se localiza al centro de las islas Galápagos, en el sur de la Isla Santa Cruz, a una altitud de 12 m s. n. m. y con un clima tropical seco de 23,9 °C en promedio.
Es llamada "El corazón de las Galápagos" por ser el centro económico del archipiélago y su ubicación geográfico. En el censo de 2022 tenía una población de 12.696 habitantes, lo que la convierte en la ciudad más poblada del archipiélago, y la octogésima quinta a nivel nacional. Sus orígenes datan inicios del siglo XX, pero es desde su designación como cabecera cantonal, cuando presenta un acelerado crecimiento demográfico hasta establecer un poblado urbano, que sería posteriormente, uno de los tres núcleos urbanos de Galápagos. Las actividades principales de la ciudad son el turismo, la pesca artesanal y el transporte.

## Geografía
Puerto Ayora tiene una ubicación privilegiada, protegido a lo largo de las orillas de la Bahía de la Academia, un concurrido puerto normalmente lleno de barcos que transportan a los turistas entre las islas, yates privados y pesqueros. También es un buen lugar para observar pelícanos, iguanas marinas, garzas, leones marinos, y un gran número de piqueros de patas azules. Durante la mayor parte del año recibe la brisa fresca del mar que da a la ciudad un clima muy agradable, sobre todo durante los meses de la temporada cálida (diciembre a mayo). Desde el aeropuerto de Baltra se llega a la isla Santa Cruz en  taxis acuáticos cruzando el Canal de Itabaca y Baltra.

### Clima
De acuerdo con la clasificación climática de Köppen, Puerto Ayora experimenta un clima semiárido cálido (BSh), el cual se caracteriza por las temperaturas altas con una temporada lluviosa moderada, cuyas precipitaciones pueden llegar a ser intensas pero breves, por lo que a lo largo del año predomina el clima seco. Las estaciones del año no son sensibles en la zona ecuatorial, no obstante, su proximidad al océano Pacífico hace que las corrientes de Humboldt (fría) y de El Niño (cálida) marquen dos períodos climáticos bien diferenciados: un apenas pluvioso y cálido invierno, que va de diciembre a junio, y un "verano" seco y ligeramente más fresco, entre julio y noviembre. 
Su temperatura promedio anual es de 23,9 °C; siendo marzo el mes más cálido, con un promedio de 26,3 °C, mientras septiembre es el mes más frío, con 21,8 °C en promedio. Es un clima isotérmico por sus constantes precipitaciones durante todo el año (amplitud térmica anual inferior a 5 °C entre el mes más frío y el más cálido), si bien la temperatura real no es extremadamente alta, la humedad hace que la sensación térmica se eleve hacia los 35 °C o más. En cuanto a la precipitación, la urbe experimenta lluvias escasas y temporales; hay una diferencia de 146 mm de precipitación entre los meses más secos y los más húmedos; febrero (13 días) tiene los días más lluviosos por mes en promedio, mientras septiembre no registra día alguno con lluvia. La humedad relativa también es constante, con un promedio anual de 73,9%. 
| Parámetros climáticos promedio de Puerto Ayora, Ecuador | Parámetros climáticos promedio de Puerto Ayora, Ecuador | Parámetros climáticos promedio de Puerto Ayora, Ecuador | Parámetros climáticos promedio de Puerto Ayora, Ecuador | Parámetros climáticos promedio de Puerto Ayora, Ecuador | Parámetros climáticos promedio de Puerto Ayora, Ecuador | Parámetros climáticos promedio de Puerto Ayora, Ecuador | Parámetros climáticos promedio de Puerto Ayora, Ecuador | Parámetros climáticos promedio de Puerto Ayora, Ecuador | Parámetros climáticos promedio de Puerto Ayora, Ecuador | Parámetros climáticos promedio de Puerto Ayora, Ecuador | Parámetros climáticos promedio de Puerto Ayora, Ecuador | Parámetros climáticos promedio de Puerto Ayora, Ecuador | Parámetros climáticos promedio de Puerto Ayora, Ecuador |
| Mes                                                     | Ene.                                                    | Feb.                                                    | Mar.                                                    | Abr.                                                    | May.                                                    | Jun.                                                    | Jul.                                                    | Ago.                                                    | Sep.                                                    | Oct.                                                    | Nov.                                                    | Dic.                                                    | Anual                                                   |
| ------------------------------------------------------- | ------------------------------------------------------- | ------------------------------------------------------- | ------------------------------------------------------- | ------------------------------------------------------- | ------------------------------------------------------- | ------------------------------------------------------- | ------------------------------------------------------- | ------------------------------------------------------- | ------------------------------------------------------- | ------------------------------------------------------- | ------------------------------------------------------- | ------------------------------------------------------- | ------------------------------------------------------- |
| Temp. máx. media (°C)                                   | 27.9                                                    | 28.7                                                    | 29.4                                                    | 28.9                                                    | 27.9                                                    | 26.8                                                    | 25.7                                                    | 25.1                                                    | 25.1                                                    | 25.4                                                    | 26.0                                                    | 27.0                                                    | 27                                                      |
| Temp. media (°C)                                        | 24.9                                                    | 25.8                                                    | 26.3                                                    | 25.9                                                    | 25.0                                                    | 23.9                                                    | 22.8                                                    | 22.0                                                    | 21.8                                                    | 22.0                                                    | 22.6                                                    | 23.8                                                    | 23.9                                                    |
| Temp. mín. media (°C)                                   | 22.8                                                    | 23.7                                                    | 24.1                                                    | 23.8                                                    | 22.9                                                    | 21.8                                                    | 20.8                                                    | 20.0                                                    | 19.8                                                    | 19.9                                                    | 20.5                                                    | 21.7                                                    | 21.8                                                    |
| Precipitación total (mm)                                | 64                                                      | 131                                                     | 111                                                     | 122                                                     | 51                                                      | 23                                                      | 11                                                      | 7                                                       | 5                                                       | 6                                                       | 9                                                       | 35                                                      | 575                                                     |
| Días de precipitaciones (≥ 1.0 mm)                      | 10                                                      | 13                                                      | 12                                                      | 11                                                      | 9                                                       | 5                                                       | 2                                                       | 1                                                       | 0                                                       | 1                                                       | 2                                                       | 5                                                       | 71                                                      |
| Horas de sol                                            | 148.8                                                   | 176.4                                                   | 223.2                                                   | 171                                                     | 139.5                                                   | 117                                                     | 111.6                                                   | 105.4                                                   | 102                                                     | 130.2                                                   | 132                                                     | 120.9                                                   | 1678                                                    |
| Humedad relativa (%)                                    | 75                                                      | 76                                                      | 74                                                      | 76                                                      | 76                                                      | 75                                                      | 74                                                      | 73                                                      | 73                                                      | 71                                                      | 71                                                      | 73                                                      | 73.9                                                    |
| Fuente: Climate-data.org                                |                                                         |                                                         |                                                         |                                                         |                                                         |                                                         |                                                         |                                                         |                                                         |                                                         |                                                         |                                                         |                                                         |

## Política
Territorialmente, la ciudad de Puerto Ayora está organizada en una sola parroquia urbana, mientras que existen 2 parroquias rurales con las que complementa el aérea total del Cantón Santa Cruz. El término "parroquia" es usado en el Ecuador para referirse a territorios dentro de la división administrativa municipal.
La ciudad de Puerto Ayora y el cantón Santa Cruz, al igual que las demás localidades ecuatorianas, se rige por una municipalidad según lo previsto en la Constitución de la República. El Gobierno Autónomo Descentralizado Municipal de Santa Cruz, es una entidad de gobierno seccional que administra el cantón de forma autónoma al gobierno central. La municipalidad está organizada por la separación de poderes de carácter ejecutivo representado por el alcalde, y otro de carácter legislativo conformado por los miembros del concejo cantonal.
La Municipalidad de Santa Cruz, se rige principalmente sobre la base de lo estipulado en los artículos 253 y 264 de la Constitución Política de la República y en la Ley de Régimen Municipal en sus artículos 1 y 16, que establece la autonomía funcional, económica y administrativa de la Entidad.

### Alcaldía
El poder ejecutivo de la ciudad es desempeñado por un ciudadano con título de Alcalde del Cantón Santa Cruz, el cual es elegido por sufragio directo en una sola vuelta electoral, sin fórmulas o binomios en las elecciones municipales. El vicealcalde no es elegido de la misma manera, ya que una vez instalado el Concejo Cantonal se elegirá entre los ediles un encargado para aquel cargo. El alcalde y el vicealcalde duran cuatro años en sus funciones, y en el caso del alcalde, tiene la opción de reelección inmediata o sucesiva. El alcalde es el máximo representante de la municipalidad y tiene voto dirimente en el concejo cantonal, mientras que el vicealcalde realiza las funciones del alcalde de modo suplente mientras no pueda ejercer sus funciones el alcalde titular. El edificio de la Alcaldía se halla en la Avenida Charles Darwin.
El alcalde cuenta con su propio gabinete de administración municipal mediante múltiples direcciones de nivel de asesoría, de apoyo y operativo. Los encargados de aquellas direcciones municipales son designados por el propio alcalde. Actualmente, la alcaldesa de Santa Cruz es Fanny Uribe, elegida para el periodo 2023 - 2027.

### Concejo cantonal
El poder legislativo de la ciudad es ejercido por el Concejo Cantonal de Santa Cruz el cual es un pequeño parlamento unicameral que se constituye al igual que en los demás cantones mediante la disposición del artículo 253 de la Constitución Política Nacional. De acuerdo a lo establecido en la ley, la cantidad de miembros del concejo representa proporcionalmente a la población del cantón.
Santa Cruz posee 5 concejales, los cuales son elegidos mediante sufragio (Sistema D'Hondt) y duran en sus funciones cuatro años pudiendo ser reelegidos indefinidamente. De los siete ediles, 4 representan a la población urbana mientras que uno representa a las 2 parroquias rurales. El alcalde y el vicealcalde presiden el concejo en sus sesiones. Al recién instalarse el concejo cantonal por primera vez los miembros eligen de entre ellos un designado para el cargo de vicealcalde de la ciudad.

## Infraestructura
Puerto Ayora cuenta con un hospital, un centro de salud y con algunas unidades educativas. La terminal se halla en el norte de la ciudad. Las calles comerciales más importantes son la Calle Baltra y la Calle Durán.

## Turismo
La mayoría de los hoteles, bares y restaurantes se halla en la Avenida Charles Darwin a las orillas del mar. El mayor punto de interés es la Bahía Tortuga, a muy poca distancia de la ciudad (unos 2,5 km), con acceso gratuito. En ella pueden observarse iguanas marinas, cangrejos, pájaros, la gigantesca tortuga de las Galápagos, el tiburón de arrecife de punta blanca y visitar el manglar natural, separado de la playa, donde está permitido nadar. Ubicado en Puerto Ayora se encuentra la Estación Científica Charles Darwin, con un centro de cría de tortugas gigantes, y en las montañas, a una hora de la ciudad, el gran túnel de lava de la isla.
Bahía Tortuga está situada en la isla de Puerto Ayora esta alrededor de 20 minutos a pie. Hay un pequeño camino de 2.500 metros de largo y se debe iniciar y cerrar sesión en la oficina del parque nacional Galápagos, cuando el acceso a la Bahía Tortuga se concede a los visitantes de forma gratuita.  La playa está perfectamente preservarda y con presencia de animales salvajes como iguanas, cangrejos de playa. Sólo se permite nadar en el manglar que está separado de la playa. En los manglares es muy común encontrar Grapsus grapsus Cangrejo multicolor caminando, Pelecanus occidentalis, Amblyrhynchus cristatus -  Iguana, Aves, tiburones de arrecife de punta blanca y Tortuga de las Galápagos. 

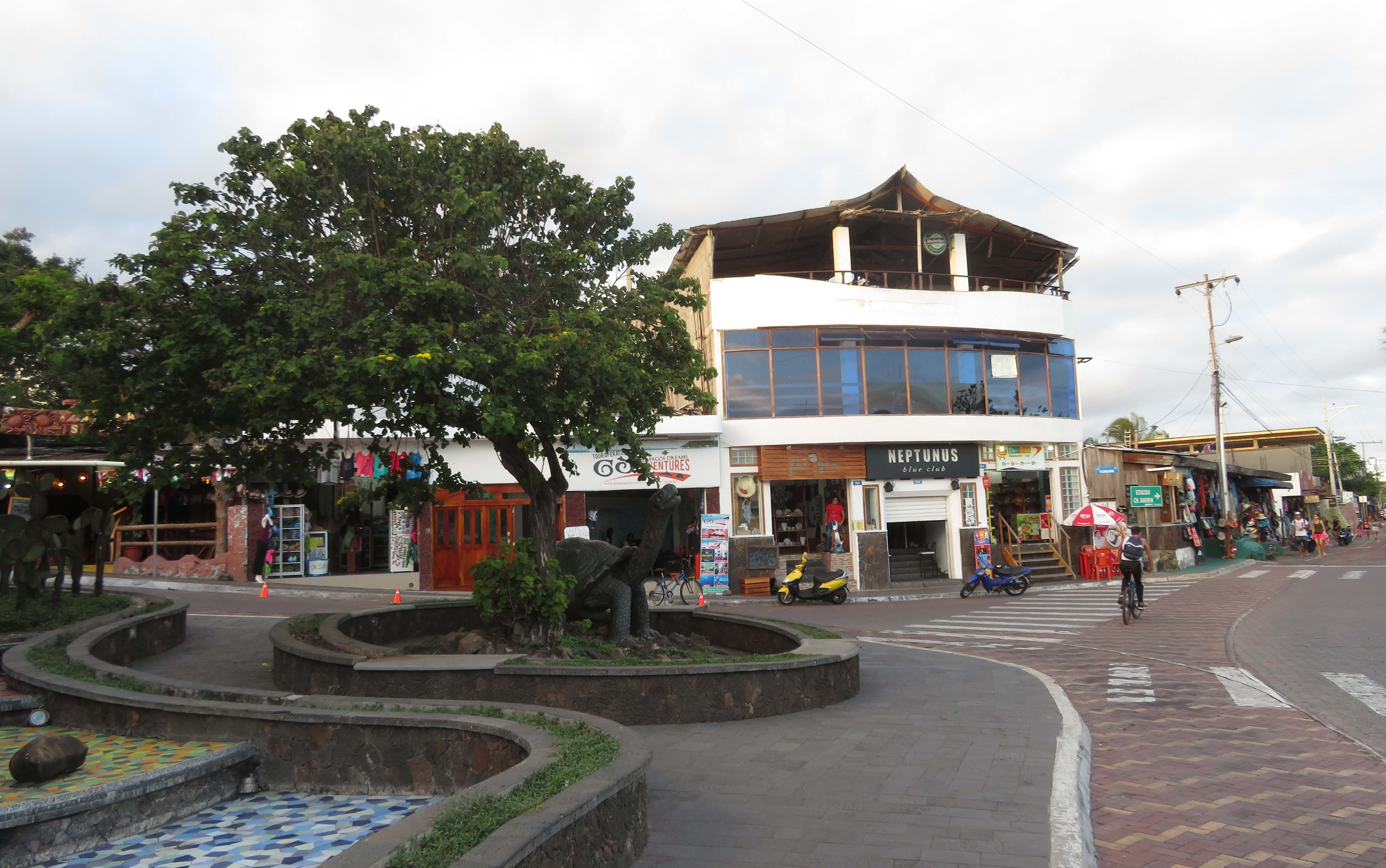
Avenida Charles Darwin
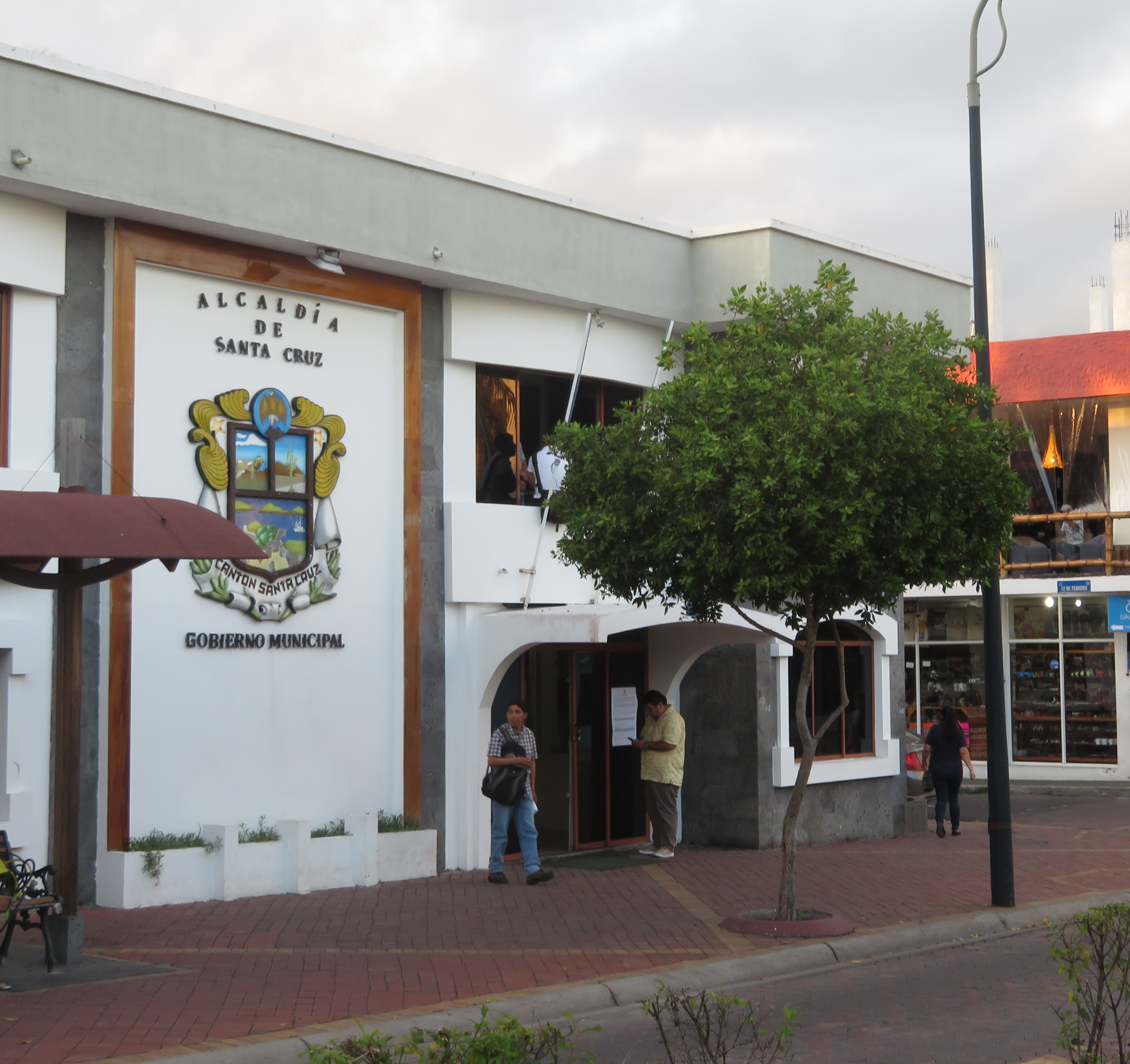
Alcaldía
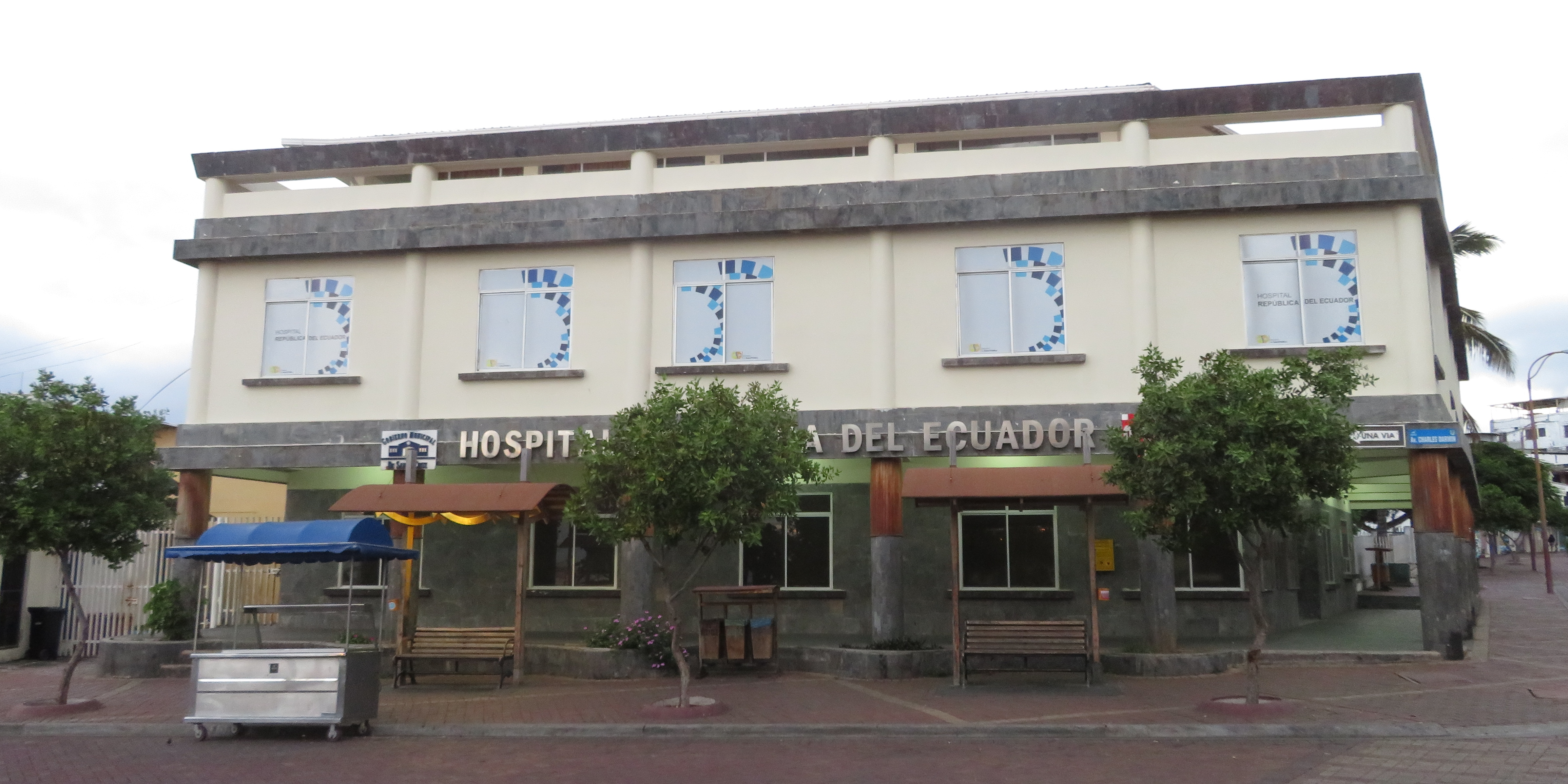
Hospital
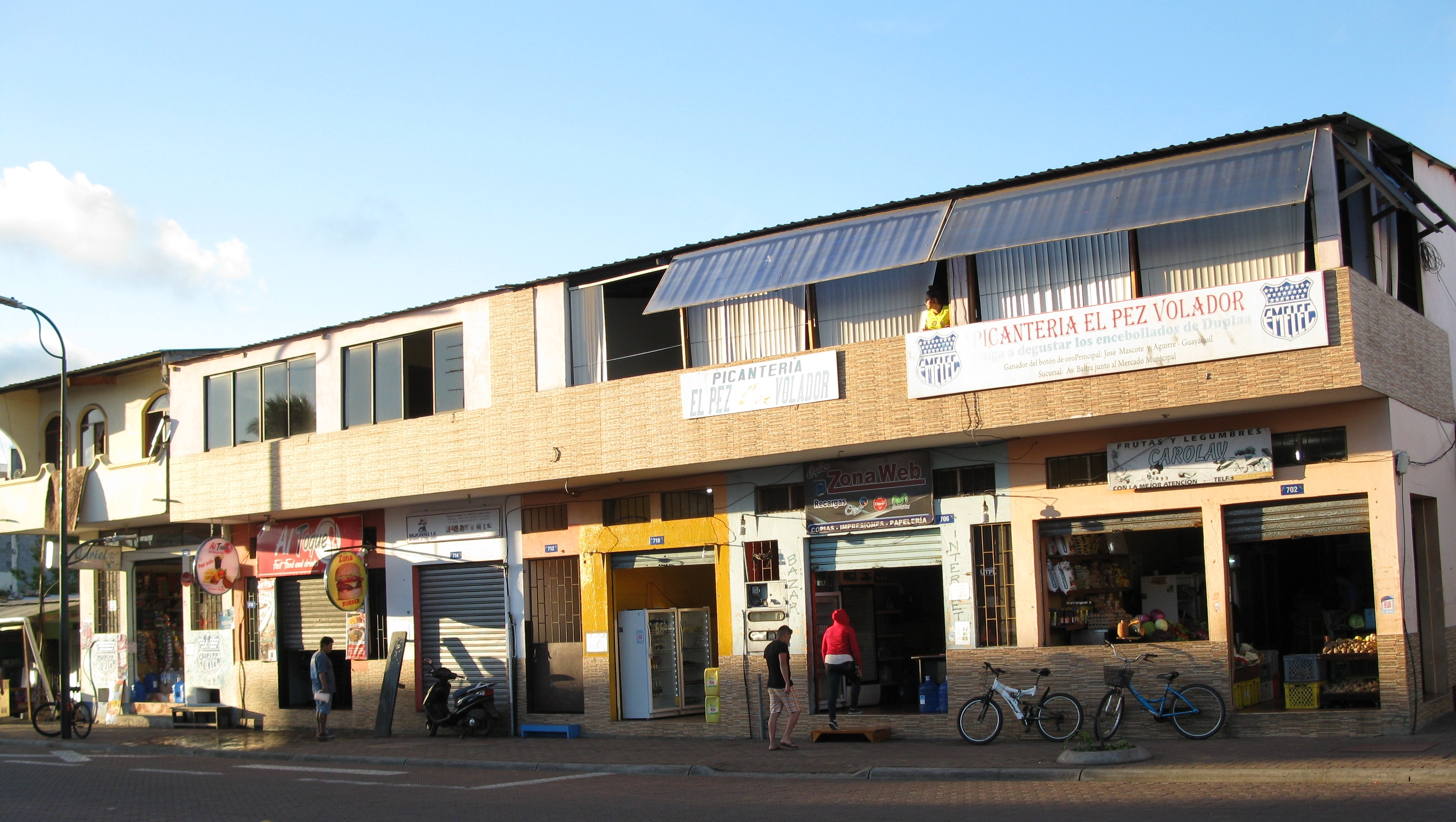
Calle Baltra
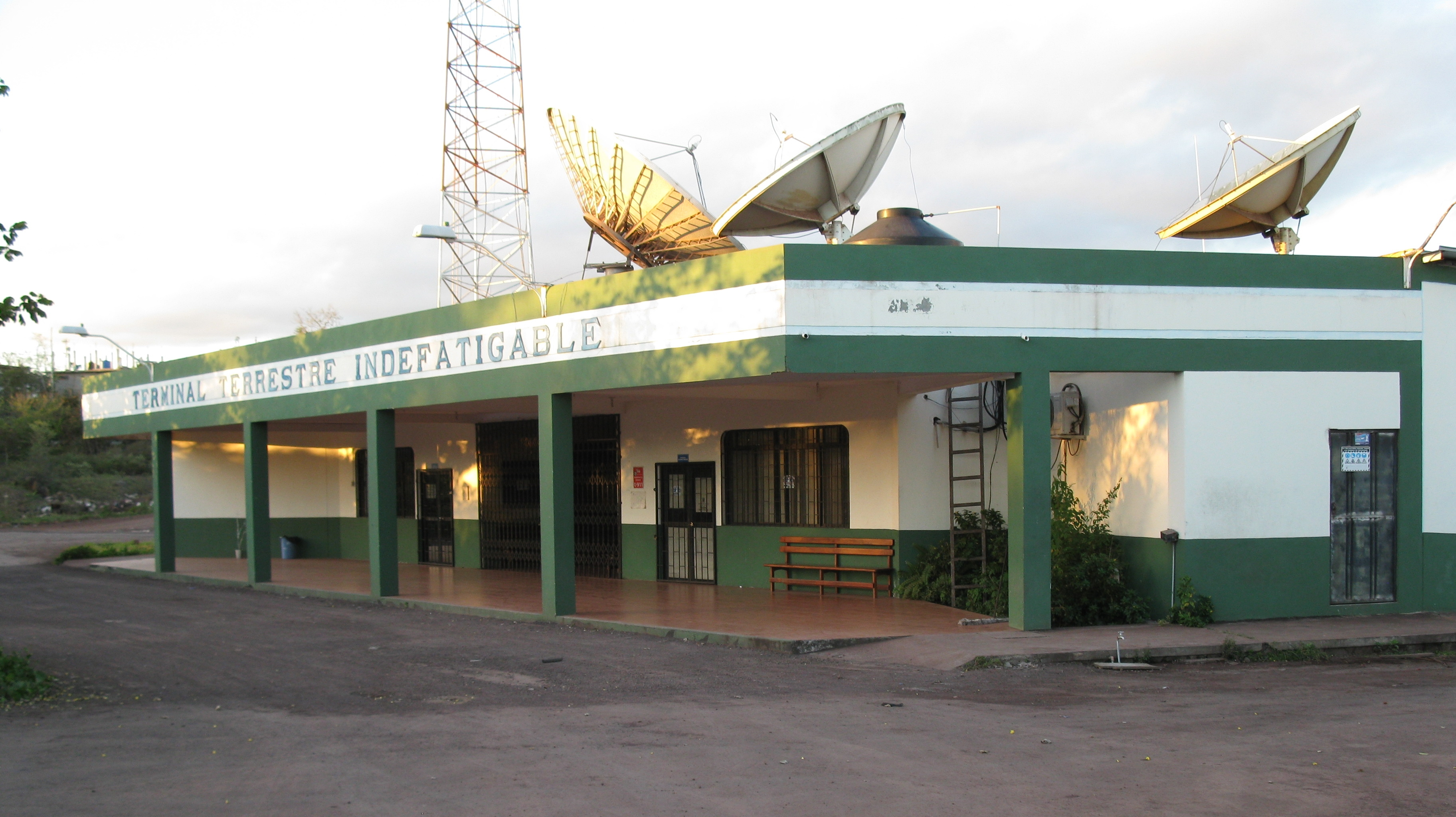
Terminal
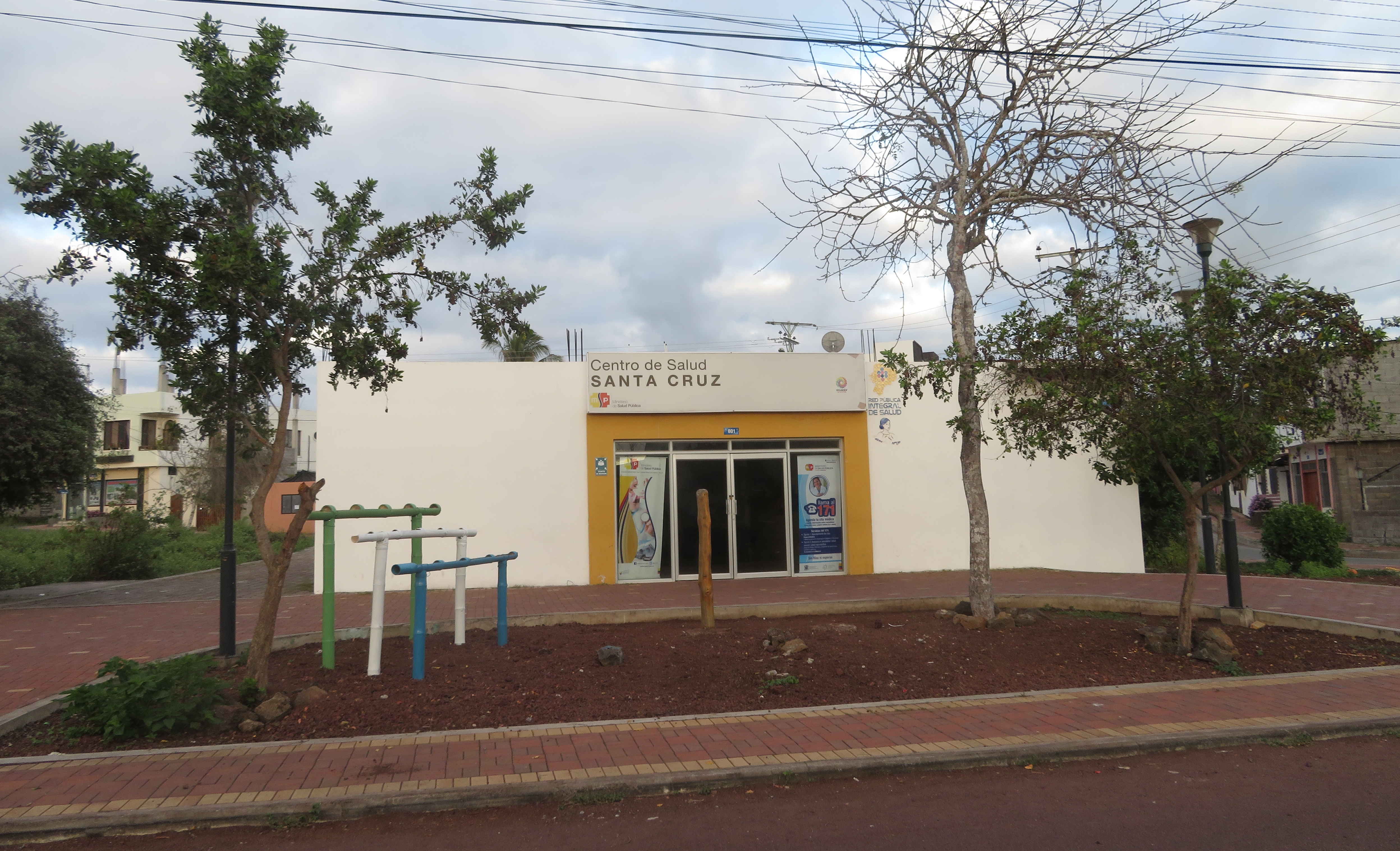
Centro de Salud
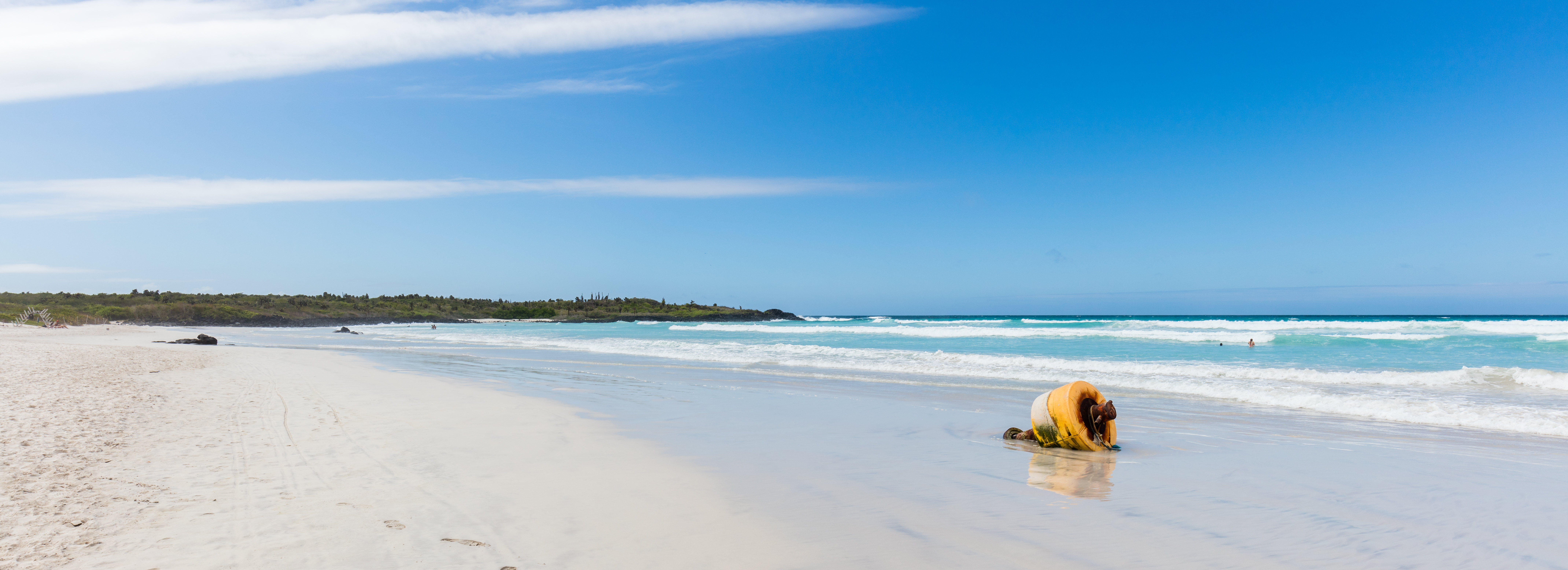
Bahía Tortuga.
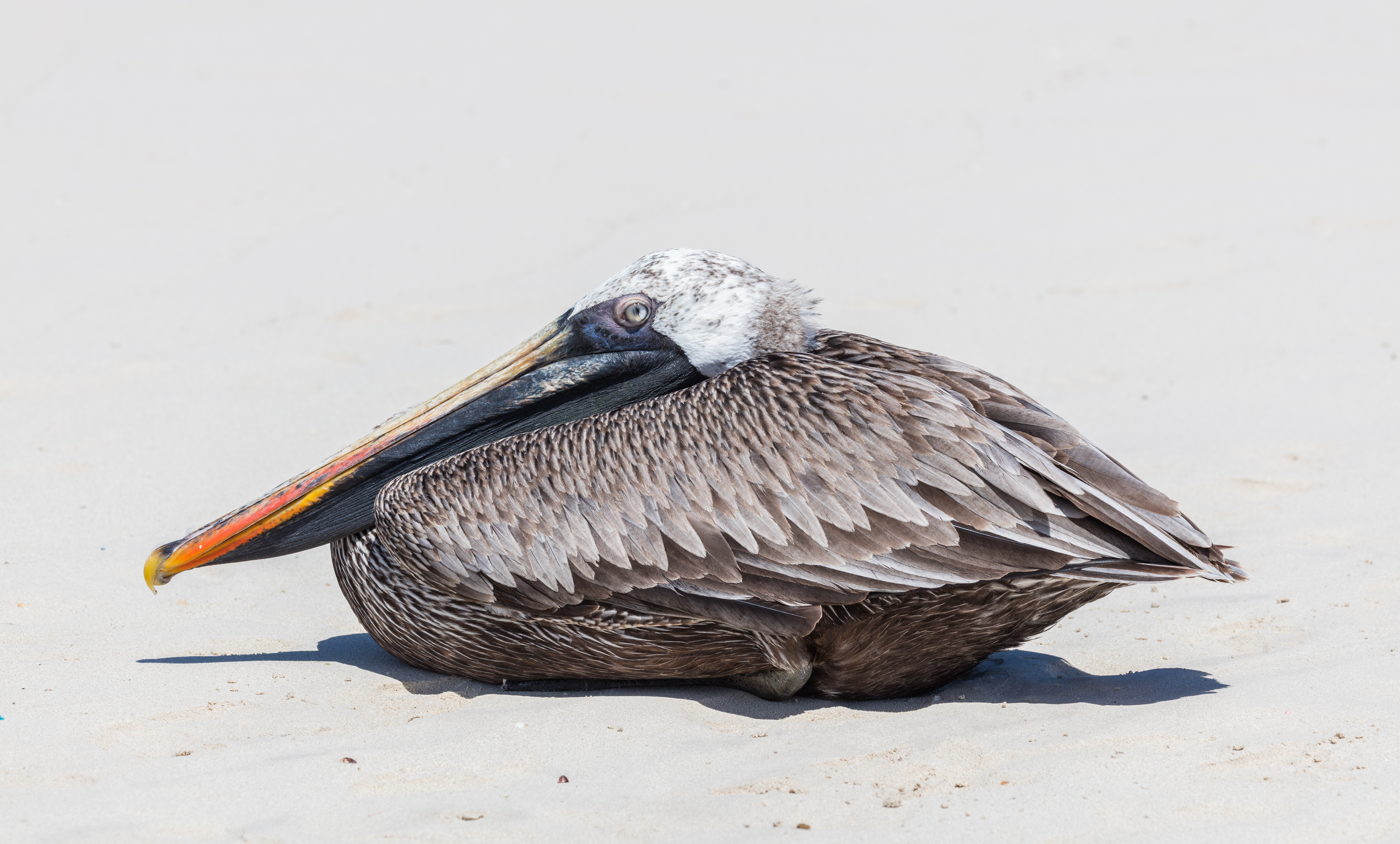
Pelícano pardo de las Galápagos (Pelecanus occidentalis urinator) en bahía Tortuga.
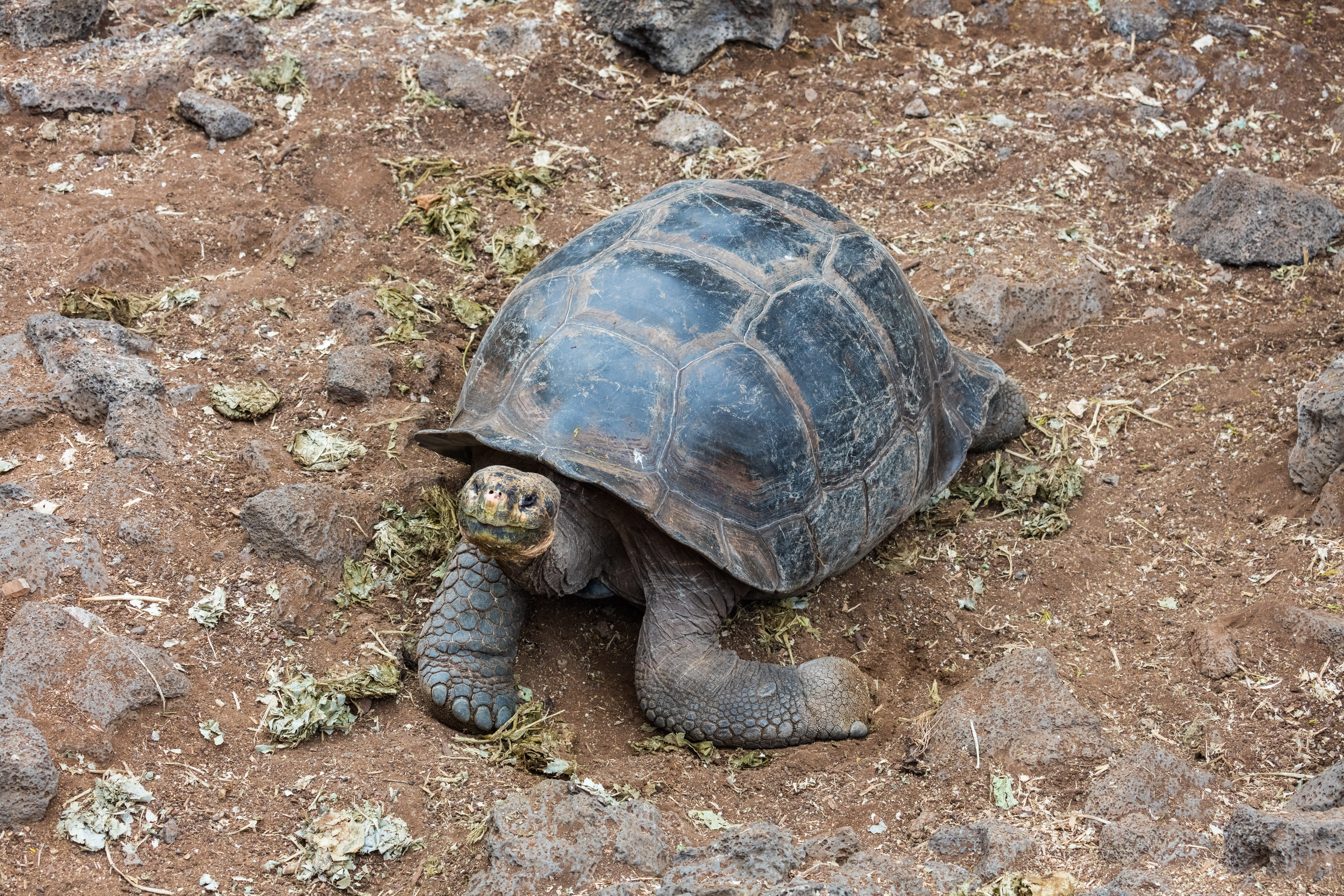
Ejemplar de tortuga gigante de San Cristóbal (Chelonoidis chathamensis), estación Científica Charles Darwin, Puerto Ayora.
Vista de Puerto Ayora desde Las Grietas.